# Greta Carlsson
Greta Ingeborg Carlsson (* 7. Juli 1898 in Eskilstuna; † 19. März 1980 in Sundbyberg) war eine schwedische Schwimmerin.

## Karriere
Carlsson nahm 1912 an den Olympischen Spielen in Stockholm teil. Hier scheiterte sie im Wettbewerb über 100 m Freistil als Fünfte ihres Vorlaufs am Halbfinaleinzug. Mit der schwedischen Staffel über 4 × 100 m Freistil erreichte sie den vierten Rang. Zum Zeitpunkt ihres ersten Wettbewerbs war die Schwimmerin 14 Jahre und 2 Tage alt und somit die bis heute jüngste schwedische Olympiateilnehmerin aller Zeiten.